# Ricardo Navarro
Ricardo Navarro é um engenheiro salvadorenho. Foi fundador e presidente da organização ambientalista CESTA (Centro Salvadorenho de Tecnologia Apropriada). Ele recebeu o Prémio Ambiental Goldman em 1995 pelas suas contribuições para o desenvolvimento sustentável.